# プルワット語
プルワット語（プルワットご）は、オーストロネシア語族ミクロネシア諸語に属する言語である。ミクロネシア連邦チューク州に属するカロリン諸島のプルワット環礁で話されている。方言にプンナップ島で話されているプンナップ語がある。